# De vluchteling (hoorspel)
De vluchteling is een hoorspel van Jiří Klobouk. Das Verlies werd op 2 april 1969 door de Norddeutscher Rundfunk uitgezonden en vertaald door Paul Vroom. De KRO zond het uit in het programma Theater op dinsdag 5 augustus 1975, van 21:40 uur tot 22:30 uur. De regisseur was Harrie de Garde.

## Rolbezetting
- Willy Brill
- Corry van der Linden
- Martin Simonis
- Bob Verstraete

## Inhoud
Drie mensen in een hotelkamer, een pistool onder een hoofdkussen, een schuld die zich diep in het bestaan van de drie heeft ingevreten, 16 jaar lang. Toen had de man Bene een vergeldingsactie tegen een dorp kunnen verhinderen; hij deed het echter niet, vluchtte en werd door een meisje verstopt. Nog één keer vluchtte hij: voor de liefde in een huwelijk met de zuster van dat meisje. Op het kritische ogenblik dat de drie mensen in een kamer bij elkaar zijn, moet de spanning zich ontladen…